# Мотыга (судно)
Мотыга — историческое название небольших парусных грузовых судов для прибрежного мореплавания, которые широко использовались на Азовском и Чёрном морях.
Типичная мотыга имела две мачты и бушприт для размещения парусного вооружения. На передней мачте со стеньгой ставили два прямых паруса, на задней мачте-однодеревке поднимали гафель, на бушприте — кливера. Длина корпуса составляла до 20 метров, ширина около 5,8 метра, высота борта до 3,5 метра.